# Cerithiopsis tubercularis
Cerithiopsis tubercularis är en snäckart som beskrevs av Montagu 1803. Cerithiopsis tubercularis ingår i släktet Cerithiopsis och familjen Cerithiopsidae. Arten är reproducerande i Sverige. Utöver nominatformen finns också underarten C. t. floridana.

## Bildgalleri

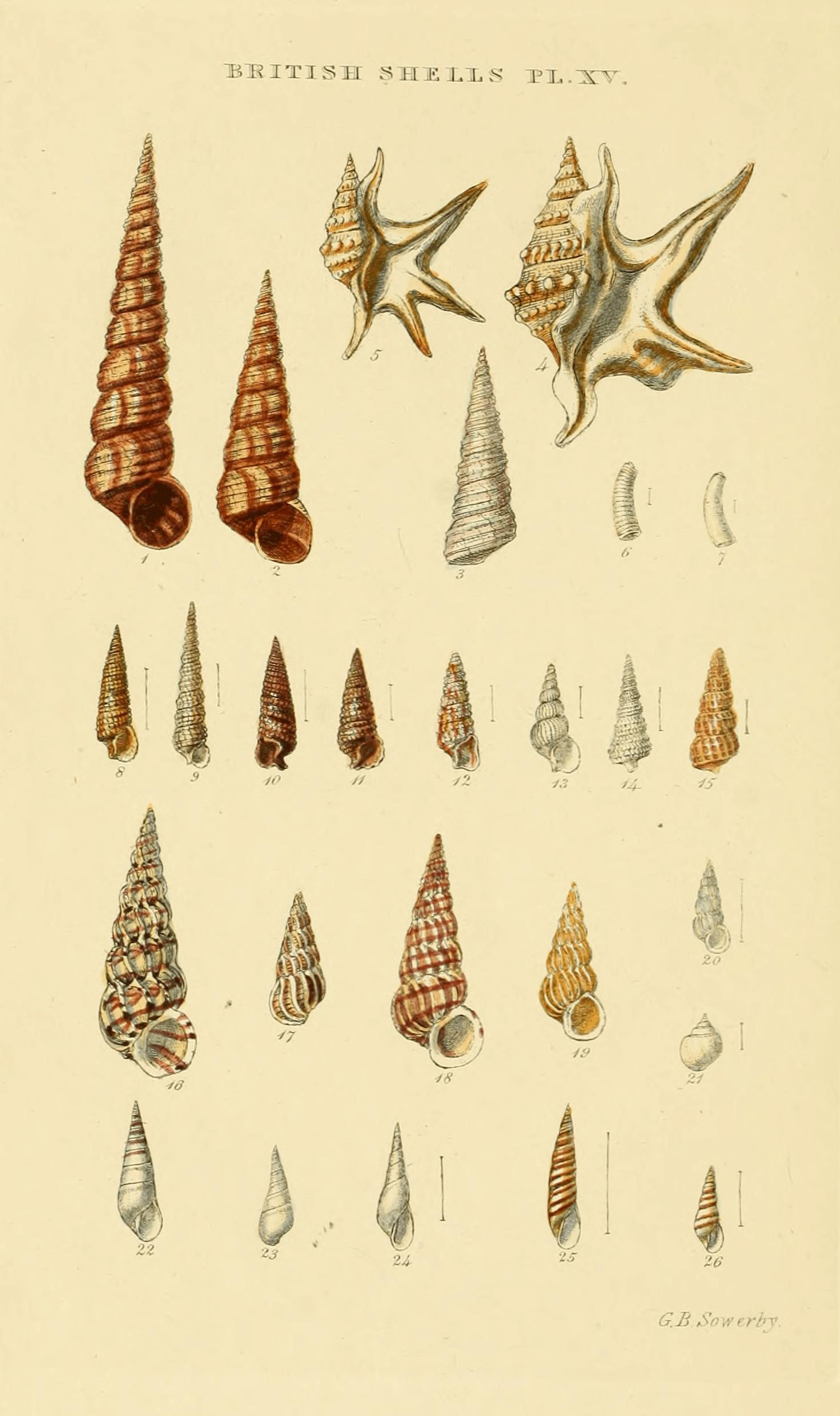